# 16 января
16 января — 16-й день года  по григорианскому календарю.
До конца года остаётся 349 дней (350 дней в високосные годы).
До 15 октября 1582 года — 16 января по юлианскому календарю, с 15 октября 1582 года — 16 января по григорианскому календарю.
В XX и XXI веках соответствует 3 января по юлианскому календарю.

## Праздники и памятные дни
См. также: Категория:Праздники 16 января

### Международные
- — Международный день The Beatles.
- — Международный день ледовара.

### Национальные
- США — День свободы вероисповедания
- Таиланд — День учителя

### Религиозные
Католицизм
 — Память святого Гонората Арелатского;
 — память святого Фурсея;
 — память святого Берарда из Карбио.
 Православие
 — Память пророка Малахии (ок. 400 г. до н. э.);
 — память мученика Гордия Каппадокийского (IV в.);
 — память преподобной Женевьевы Парижской (512);
 — память священномученика Василия Холмогорова, пресвитера (1938).

### Именины
- Католические: Берард, Гонорат, Фурсей
- Православные: Арина/Ирина, Гордей, Индика, Малафей/Малахий, Павла

## События
См. также: Категория:События 16 января

### До XX века
- 27 год до н. э. — 1-й консул Римской империи Октавиан Август стал первым Римским императором.
- 929 — эмир Кордовы Абд ар-Рахман III принял титул халифа и провозгласил Кордову независимым халифатом.
- 1547 — венчание на царство великого князя Московского и Всея Руси Ивана IV Васильевича.
- 1556 — король Испании Карл I (император Священной Римской империи под именем Карла V) отрёкся от престола в пользу сына Филиппа II, устав от власти.
- 1712 — Пётр I основывает первую русскую Военную инженерную школу. Ныне это Военно-космическая академия имени А. Ф. Можайского.
- 1718 — в Санкт-Петербурге на Троицкой площади в результате сильного пожара сгорело здание Сената и Военной коллегии.
- 1724 — указом Петра I в Российской империи запрещено сочетать браком молодых без их согласия. Запрет касался не только людей вольных, но и крепостных[3].
- 1780 — английский флот под командованием адмирала Джорджа Родни победил испанцев у мыса Сан-Висенти, освободив Гибралтар.

### XX век
- 1909 — экспедиция Эрнеста Шеклтона открыла южный магнитный полюс Земли.
- 1920 — состоялось первое заседание Совета Лиги Наций без участия США в Париже.
- 1943
  - Казнь молодогвардейцев у шахты № 5 в Краснодоне.
  - Указом Президиума Верховного Совета СССР установлены воинские звания высшего командного состава — маршал авиации, маршал артиллерии, маршал бронетанковых войск.
- 1944 — американский генерал Дуайт Эйзенхауэр назначен главнокомандующим Экспедиционными силами союзников, призванными открыть второй фронт против нацистской Германии в Нормандии.
- 1945 — Адольф Гитлер перенёс свою ставку в подземный бункер.
- 1947 — Венсан Ориоль избран первым президентом Четвёртой республики во Франции.
- 1950 — Абдул Халим сменил Мохаммада Хатту на посту премьер-министра Индонезии.
- 1957 — в Ливерпуле открылся клуб «The Cavern», знаменитый тем, что здесь начинали выступать участники группы «The Beatles».
- 1965 — Трагедия в Уичито — крупнейшая авиакатастрофа в истории Канзаса. Полностью заправленный воздушный танкер Boeing KC-135 Stratotanker после взлёта упал на жилые дома. Погибли 30 человек (включая неродившегося младенца).
- 1966 — в Шаболовском телецентре состоялась премьера телепередачи «Кабачок 13 стульев».
- 1969 — чешский студент Ян Палах совершил в Праге акт самосожжения в знак протеста против советского вторжения.
- 1969 — советские космические корабли «Союз-4» и «Союз-5» провели первую пилотируемую стыковку на орбите Земли.
- 1973 — «Луноход-2» отправился в путешествие по поверхности Луны.
- 1979 — сотни человек погибли в результате землетрясения в иранской провинции Хорасан.
- 1983 — катастрофа Boeing 727 под Анкарой[англ.]. Погибло 47 человек.
- 1989 — издан указ Президиума Верховного Совета СССР «О дополнительных мерах по восстановлению справедливости в отношении жертв репрессий, имевших место в период 30 — 40-х и начала 50-х годов»[4], которым были отменены все приговоры, вынесенные во внесудебном порядке (печально знаменитыми «тройками» и органами НКВД).

### XXI век
- 2002
  - Совет Безопасности ООН единогласно проголосовал за наложение санкций на экстремистскую организацию Аль-Каида и движение Талибан, правившее в Афганистане.
  - После отказа обоих двигателей во время прохождения через грозу самолёт Boeing 737-300 компании Garuda Indonesia совершил аварийную посадку на реку Бенгаван Соло в Индонезии, погиб 1 человек.
- 2003 — старт шаттла «Колумбия», потерпевшего крушение при возвращении на Землю 1 февраля (все семеро астронавтов погибли).
- 2006 — пожар Сбербанка во Владивостоке.
- 2017 — катастрофа Boeing 747 под Бишкеком компании ACT Airlines, погибли 39 человек (в том числе 35 на земле).
- 2020 — Государственная дума утвердила Михаила Мишустина новым Председателем Правительства Российской Федерации.

## Родились
См. также: Категория:Родившиеся 16 января

### До XIX века
- 1675 — Луи де Рувруа Сен-Симон (ум. 1755), французский политик и мемуарист.
- 1728 — Никколо Пиччинни (ум. 1800), итальянский и французский композитор.
- 1745 — Иван Хемницер (ум. 1784), русский поэт и переводчик, дипломат.
- 1749 — Витторио Альфьери (ум. 1803), итальянский поэт и драматург.
- 1776 — Кристоф Фридрих фон Амон (ум. 1850), немецкий филолог и богослов, отец Фридриха Августа и Вильгельма Фридриха Филиппа.

### XIX век
- 1826 — Ромуальд Траугутт (ум. 1864), польский революционер, генерал.
- 1829
  - Михаил Михайлов (ум. 1865), русский поэт и переводчик, политический деятель.
  - Владимир Спасович (ум. 1906), российский юрист и правовед, польский публицист, критик и общественный деятель.
- 1838
  - Ян Лям (ум. 1886), польский писатель-сатирик, романист, журналист.
  - Николай Никифораки (ум. 1904), российский государственный и военный деятель, ставропольский губернатор (1887—1904).
- 1853 — Андре Мишлен (ум. 1931), французский инженер и промышленник, соучредитель компании Michelin[5].
- 1855 — Элеонора Эвелинг (покончила с собой в 1898), деятельница социалистического движения в Великобритании, суфражистка, дочь Карла Маркса.
- 1867 — Викентий Вересаев (наст. фамилия Смидович; ум. 1945), русский советский писатель-прозаик, публицист, литературовед, поэт-переводчик.
- 1872 — Эдвард Гордон Крэг (ум. 1966), английский актёр, театральный и оперный режиссёр, художник.

### XX век
- 1901 — Фульхенсио Батиста (ум. 1973), кубинский диктатор.
- 1908 — Павел Нилин (ум. 1981), русский советский писатель, драматург, сценарист.
- 1909 — Борис Алексеев (ум. 1972), капитан 1-го ранга, Герой Советского Союза.
- 1910 — Вальтер Шелленберг (ум. 1952), начальник внешней разведки службы безопасности нацистской Германии, бригадефюрер СС.
- 1913 — Михаил Миллионщиков (ум. 1973), советский физик, академик, организатор науки.
- 1920 — Корюн Казанчан (ум. 1991), живописец, народный художник РСФСР.
- 1921 — Марианна Таврог (ум. 2006), советский и российский кинорежиссёр.
- 1923 — Энтони Хект (ум. 2004), американский поэт, переводчик, эссеист.
- 1924 — Владлен Давыдов (ум. 2012), актёр театра и кино, народный артист РСФСР.
- 1930 — Норман Подгорец, американский публицист, политолог и литературный критик.
- 1931
  - Шухрат Аббасов (ум. 2018), советский и узбекский кинорежиссёр, сценарист, педагог, народный артист СССР.
  - Йоханнес Рау (ум. 2006), федеральный президент Германии (1999—2004).
- 1932 — Дайан Фосси (погибла в 1985), американская женщина-зоолог, изучавшая горилл.
- 1933 — Сьюзен Зонтаг (ум. 2004), американская писательница, критик и режиссёр.
- 1934 — Василий Лановой (ум. 2021), актёр театра и кино, чтец, педагог, народный артист СССР.
- 1937 — Галина Марченко (ум. 2025), советская и российская актриса театра, кино и озвучивания, кукловод.
- 1942 — Ришар Боренже, французский актёр театра и кино, певец и литератор.
- 1948
  - Иван Жданов, русский поэт.
  - Джон Карпентер, американский кинорежиссёр, сценарист, продюсер, актёр и кинокомпозитор.
  - Анатолий Соловьёв, лётчик-космонавт СССР, Герой Советского Союза, рекордсмен по количеству выходов в открытый космос.
- 1950 — Дамо Судзуки (наст. имя Кэндзи Судзуки) (ум. 2024), японский певец и гитарист, бывший вокалист немецкой группы Can.
- 1958 — Анатолий Букреев (погиб в 1997), советский и казахстанский альпинист.
- 1959 — Шаде Аду (Хелен Фолашаде Аду), британская певица нигерийского происхождения, автор песен, лидер группы Sade.
- 1969
  - Рой Джонс, американский боксёр-профессионал, серебряный призёр Олимпийских игр (1988).
  - Даниела Эскобар, бразильская актриса кино и сериалов, телеведущая.
- 1971 — Серхи Бругера, испанский теннисист, бывшая третья ракетка мира, двукратный победитель Открытого чемпионата Франции.
- 1972 — Юрий Дроздов, российский футболист и тренер.
- 1973 — Джози Дэвис, американская актриса кино и телевидения.
- 1974 — Кейт Мосс, британская супермодель и актриса.
- 1976 — Мартина Моравцова, словацкая пловчиха, двукратный призёр Олимпийских игр, многократная чемпионка мира и Европы
- 1979 — Алия (Алия Дана Хотон; погибла в 2001), американская певица, актриса и модель.
- 1980
  - Лин-Мануэль Миранда, американский композитор, певец, актёр, драматург.
  - Альберт Пухольс, доминиканский бейсболист, трижды MVP Главной лиги бейсбола.
- 1982 — Тунджай Шанлы, турецкий футболист, бронзовый призёр Евро-2008.
- 1984 — Штефан Лихтштайнер, швейцарский футболист.
- 1986 — Рето Циглер, швейцарский футболист.
- 1988
  - Никлас Бентнер, датский футболист.
  - Ли Сяося, китайская спортсменка, трёхкратная олимпийская чемпионка по настольному теннису
- 1991 — Мэтт Дюшен, канадский хоккеист, олимпийский чемпион (2014), двукратный чемпион мира (2015, 2016).
- 1996 — Ким Дженни, южнокорейская певица, рэпер и модель. Является участницей южнокорейской поп-группы Blackpink.

## Скончались
См. также: Категория:Умершие 16 января

### До XIX века
- 1710 — Хигасияма (род. 1675), 113-й император Японии (1687—1709).
- 1794 — Эдуард Гиббон (род. 1737), английский историк.

### XIX век
- 1806 — Никола Леблан (род. 1742), французский химик-технолог, получивший кальцинированную соду из соли.
- 1810 — Екатерина Дашкова (род. 1743 или 1744), княгиня, директор Санкт-Петербургской академии наук (1783—1796), автор мемуаров о Екатерине II.
- 1877 — Александр Иванович Левитов (род. 1835), русский писатель-народник.
- 1879 — Октав Кремази (род. 1827), канадский поэт, основоположник канадской франкоязычной поэзии.
- 1891 — Лео Делиб (род. 1836), французский композитор.

### XX век
- 1901 — Арнольд Беклин (род. 1827), швейцарский живописец-символист («Остров мёртвых» и др.).
- 1912 — Георг Гейм (род. 1887), немецкий поэт, писатель, драматург.
- 1914 — Надежда Рыкалова (род. 1821), русская актриса, для которой А. Островский создал роль Кабанихи в драме «Гроза».
- 1916 — Модест Чайковский (род. 1850), русский драматург, оперный либреттист, театральный критик и переводчик, младший брат П. И. Чайковского.
- 1920 — Михаил Бахирев (род. 1868), российский военачальник и флотоводец, вице-адмирал.
- 1925 — Алексей Куропаткин (род. 1848), генерал-адъютант, генерал от инфантерии, военный министр, член Государственного совета России.
- 1928 — Анастасия Вербицкая (род. 1861), русская писательница-прозаик.
- 1936 — казнён Альберт Фиш (род. 1870), американский серийный убийца, извращенец и людоед.
- 1937 — Пётр Львович Барк (род. 1869), российский государственный деятель, тайный советник.
- 1942 — погибла Кэрол Ломбард (урожд. Джейн Элис Питерс; р. 1908), американская актриса, номинантка на премию «Оскар».
- 1943 — убит Иван Земнухов (род. 1923), участник и один из организаторов «Молодой гвардии», Герой Советского Союза.
- 1945 — Лев Штейнберг (род. 1870), дирижёр, композитор, педагог, народный артист СССР.
- 1947 — казнены по приговору суда по «делу атамана Краснова»:
  - Тимофей Доманов (род. 1887), сотник Белой армии, генерал-майор Вермахта, походный атаман Казачьего стана Главного управления казачьих войск;
  - Султан Клыч-Гирей (род. 1880), генерал-майор Белой армии, начальник Черкесской конной дивизии (называемой также «дикой дивизией»);
  - Пётр Краснов (род. 1869), атаман Всевеликого войска донского, генерал-майор Русской императорской армии, начальник Главного управления казачьих войск при Министерстве оккупированных восточных территорий Германии;
  - Семён Краснов (род. 1893), офицер Белой армии, генерал-майор вермахта, начальник штаба Главного управления казачьих войск;
  - Гельмут фон Паннвиц (род. 1898), группенфюрер СС, генерал-лейтенант войск СС, верховный походный атаман Казачьего стана, командир 15-го казачьего кавалерийского корпуса СС;
  - Андрей Шкуро (род. 1886), генерал-лейтенант Белой армии, начальник Резерва казачьих войск при Главном штабе войск СС.
- 1949
  - Василий Дегтярёв (род. 1880), русский советский конструктор стрелкового оружия, Герой Социалистического Труда.
  - Борис Яковенко (род. 1884), русский философ, издатель и переводчик.
- 1950 — Густав Крупп (род. 1870), немецкий промышленник и финансист, глава концерна «Крупп» в 1-й половине XX века.
- 1953 — Михаил Гернет (род. 1874), российский и советский учёный-правовед, криминолог.
- 1954 — Михаил Пришвин (род. 1873), русский и советский писатель.
- 1957 — Артуро Тосканини (род. 1867), итальянский дирижёр.
- 1962 — Иван Мештрович (род. 1883), хорватский скульптор и архитектор.
- 1967 — Роберт Ван де Грааф (род. 1901), американский физик, изобретатель электростатического генератора.
- 1966 — Николай Бернштейн (род. 1896), советский психофизиолог и физиолог, педагог.
- 1967 — Юрий Герман (род. 1910), советский писатель, драматург, киносценарист.
- 1976
  - Вальтер Беккья (род. 1896), итальянский автомобильный конструктор, разработчик двигателей.
  - Андрей Файт (род. 1903), актёр театра и кино, заслуженный артист РСФСР.
- 1979 — Тед Кэссиди (род. 1932), американский актёр кино и телевидения.
- 1984 — Юзеф Новак (род. 1925), польский актёр театра, кино, радио и кабаре.
- 2000 — Джин Харрис (род. 1933), американский джазовый пианист.

### XXI век
- 2001 — Лоран-Дезире Кабила (род. 1939), президент Демократической Республики Конго (1997—2001).
- 2005 — Владимир Савченко (род. 1933), советский и украинский писатель-фантаст.
- 2006 — Анатолий Куклин (род. 1932), советский лётчик, космонавт-испытатель.
- 2008 — Георгий Багратион-Мухранский (род. 1944), испанский автогонщик, князь Мухранский, с 1977 г. глава Грузинского Царского дома Багратионов в изгнании.
- 2009 — Эндрю Ньюэлл Уайет (род. 1917), американский художник-реалист.
- 2014 — Хосе Сулейман (род. 1931), мексиканский предприниматель, спортивный функционер в области бокса, в 1975—2014 гг. президент WBC.
- 2015 — Яо Бэйна (род. 1981), китайская певица.
- 2018 — Брэдфорд Диллман (род. 1930), американский актёр кино и телевидения.
- 2020 — Кристофер Толкин (род. 1924), английский писатель и лингвист, профессор, младший сын Дж. Р. Р. Толкина.
- 2023 — Джина Лоллобриджида (род. 1927), итальянская киноактриса, обладательница множества наград.
- 2025 — Дэвид Линч (род. 1946), американский кинорежиссёр.

## Народный календарь, приметы и фольклор Руси
- Малахий. Пророка Малахии, Гордей и Малахия.
- Согласно поверью, в Гордеев день нельзя хвастаться ни своим добром, ни здоровьем, ни детушками — все Гордей отнимет: «Сатана гордился — с неба свалился»[6].
- Только в день Гордея и Малахии знахарь может отчитать, заговорить припадочного.
- И только на Малахию можно образумить каженика[7].